# Fechtweltmeisterschaften 1991
Die 40. Fechtweltmeisterschaft fand 1991 in Budapest statt. Es wurden zehn Wettbewerbe ausgetragen, sechs für Herren und vier für Damen.

## Herren

### Florett, Einzel
| Platz | Land | Sportler         |
| ----- | ---- | ---------------- |
| 1     | GER  | Ingo Weißenborn  |
| 2     | GER  | Thorsten Weidner |
| 3     | FRA  | Youssef Hocine   |
| 3     | FRA  | Laurent Bel      |

### Florett, Mannschaft
| Platz | Land        | Sportler                                                                      |
| ----- | ----------- | ----------------------------------------------------------------------------- |
| 1     | Kuba        | Guillermo Betancourt, Tulio Díaz, Oscar García, Elvis Gregory, Rolando Tucker |
| 2     | Deutschland | Ingo Weißenborn, Thorsten Weidner, Udo Wagner, Ulrich Schreck                 |
| 3     | Frankreich  | Laurent Bel, Youssef Hocine, Philippe Omnès, Patrice Lhôtellier               |

### Degen, Einzel
| Platz | Land | Sportler         |
| ----- | ---- | ---------------- |
| 1     | URS  | Andrei Schuwalow |
| 2     | GER  | Robert Felisiak  |
| 3     | URS  | Sergei Kostarew  |
|       | HUN  | Iván Kovács      |

### Degen, Mannschaft
| Platz | Land        | Sportler                                                                             |
| ----- | ----------- | ------------------------------------------------------------------------------------ |
| 1     | Sowjetunion | Kaido Kaaberma, Pawel Kolobkow, Sergei Kostarew, Serhij Krawtschuk, Andrei Schuwalow |
| 2     | Frankreich  | Éric Srecki, Robert Leroux, Olivier Lenglet, Hervé Faget                             |
| 3     | Deutschland | Robert Felisiak, Mariusz Strzałka, Arnd Schmitt, Elmar Borrmann                      |

### Säbel, Einzel
| Platz | Land | Sportler          |
| ----- | ---- | ----------------- |
| 1     | URS  | Grigori Kirijenko |
| 2     | HUN  | Péter Abay        |
| 3     | URS  | Wadym Hutzajt     |
|       | HUN  | György Nébald     |

### Säbel, Mannschaft
| Platz | Land        | Sportler                                                                                   |
| ----- | ----------- | ------------------------------------------------------------------------------------------ |
| 1     | Ungarn      | Péter Abay, Csaba Köves, György Nébald, Imre Bujdosó, Bence Szabó                          |
| 2     | Sowjetunion | Grigori Kirijenko, Wadym Hutzajt, Alexander Schirschow, Sergej Bogoslowski, Andrei Alschan |
| 3     | Deutschland | Felix Becker, Jacek Huchwajda, Jürgen Nolte, Jörg Kempenich, Frank Bleckmann               |

## Damen

### Florett, Einzel
| Platz | Land | Sportlerin         |
| ----- | ---- | ------------------ |
| 1     | ITA  | Giovanna Trillini  |
| 2     | ROU  | Claudia Grigorescu |
| 3     | GER  | Sabine Bau         |
|       | URS  | Tatjana Sadowskaja |

### Florett, Mannschaft
| Platz | Land        | Sportlerinnen                                                                                  |
| ----- | ----------- | ---------------------------------------------------------------------------------------------- |
| 1     | Italien     | Diana Bianchedi, Francesca Bortolozzi, Giovanna Trillini, Dorina Vaccaroni, Margherita Zalaffi |
| 2     | Sowjetunion | Tatjana Sadowskaja, Olga Welitschko, Jelena Glikina, Olga Sidorowa, Tatjana Napalkowa          |
| 3     | Deutschland | Sabine Bau, Zita Funkenhauser, Rozalia Husti, Anja Fichtel                                     |

### Degen, Einzel
| Platz | Land | Sportlerin       |
| ----- | ---- | ---------------- |
| 1     | HUN  | Mariann Horváth  |
| 2     | GER  | Eva-Maria Ittner |
| 3     | HUN  | Marina Várkonyi  |
|       | URS  | Oxana Jermakowa  |

### Degen, Mannschaft
| Platz | Land        | Sportlerinnen                                                                     |
| ----- | ----------- | --------------------------------------------------------------------------------- |
| 1     | Ungarn      | Diana Eöri, Mariann Horváth, Gyöngyi Szalay, Zsuzsanna Szőcs, Marina Várkonyi     |
| 2     | Frankreich  | Marie Hauterville, Brigitte Benon, Valérie Devaux, Valérie Barlois Florence Topin |
| 3     | Sowjetunion | Oxana Jermakowa, Marija Masina, Wiktoria Titowa, Jekaterina Lebedjewa-Gorskaja    |